# Municipio San Pedro de Macha
Das Municipio San Pedro de Macha ist ein Verwaltungsbezirk im Departamento Potosí im südamerikanischen Andenstaat Bolivien.

## Entstehung
Der Prozess der Gründung für dieses Municipio begann im Jahr 1946 und wurde in der Folgezeit mehrmals erwogen und verschoben. Bereits im Jahr 2010 erreichte das Gründungsprojekt die gesetzgebenden Gremien. Mit dem Gesetz Nr. 1190 vom 23. Juni 2019 während der Regierung von Evo Morales wurde das Municipio endgültig gebildet, indem der Kanton Ayoma und der Kanton Macha vom Municipio Colquechaca abgetrennt wurde.

## Lage im Nahraum
Das Municipio San Pedro de Macha ist eines von fünf Municipios in der Provinz Chayanta. Es grenzt im Norden an das Municipio Colquechaca und das Municipio Pocoata, im Süden an das Municipio Tinguipaya in der Provinz Tomás Frías, im Südosten an die Provinz Cornelio Saavedra, im Westen an das Departamento Oruro und im Osten an das Municipio Ocurí. Es erstreckt sich über etwa 30 Kilometer in nord-südlicher und etwa 50 Kilometer in ost-westlicher Richtung.
Der zentrale Ort des Municipios ist die Ortschaft Macha mit 1135 Einwohnern (2012) im nordöstlichen Teil des Municipios.

## Geographie
Das Municipio San Pedro de Macha liegt zwischen dem bolivianischen Altiplano im Westen und der Anden-Gebirgskette der Cordillera Central im Osten. Die Region gehört zur Höhenregion der Puna und ist geprägt durch ein ausgesprochenes Tageszeitenklima, bei dem die Temperaturen zwischen Tag und Nacht stärker schwanken als im durchschnittlichen Jahresverlauf.
Die mittlere Durchschnittstemperatur der Region liegt bei knapp 9 °C, die Monatsdurchschnittstemperaturen liegen bei 5 °C im Juni und Juli und knapp oberhalb von 10 °C von November bis März. Der Jahresniederschlag beträgt 460 mm (siehe Klimadiagramm Ocurí), wobei von Mai bis September eine ausgeprägte Trockenzeit mit Monatsniederschlägen von unter 15 mm herrscht, von Dezember bis Februar eine Feuchtezeit mit 80 bis 100 mm monatlich.

## Bevölkerung
Die Einwohnerzahl des Municipios ist zwischen 2001 und 2024 nur wenig angestiegen:
| Jahr | Einwohner | Quelle       |
| ---- | --------- | ------------ |
| 2001 | 20.029    | Volkszählung |
| 2012 | 20.393    | Volkszählung |
| 2024 | 20.933    | Volkszählung |

Wichtigste Sprache des Municipios ist Quechua, der weitaus überwiegende Teil der Bevölkerung ist katholisch. (1992)

## Politik
Ergebnis der Regionalwahlen (elecciónes de autoridades politicas) vom 7. März 2021:
| Wahl- berechtigte |  | Wahl- beteiligung | gültige Stimmen |  | MAS-IPSP | AS      | PAN-BOL | C-A    |
| ----------------- |  | ----------------- | --------------- |  | -------- | ------- | ------- | ------ |
| 8.575             |  | 6.804             | 5.416           |  | 4.316    | 725     | 99      | 84     |
|                   |  | 79,35 %           | 79,60 %         |  | 79,69 %  | 13,39 % | 1,83 %  | 1,55 % |

## Gliederung
Das Municipio unterteilt sich in die folgenden zwei Kantone (cantones):
- 05-0405-02 Kanton Macha – 95 Ortschaften – 9.407 Einwohner (2012)
- 05-0405-04 Kanton Ayoma – 105 Ortschaften – 10.986 Einwohner

## Ortschaften im Municipio San Pedro de Macha
- Kanton Macha
  - Macha 1135 Einw. – Tomaycuri 535 Einw.

- Kanton Ayoma
  - Bombori 628 Einw. – Chairapata 581 Einw. – Chuarani 503 Einw. – Uluchi 340 Einw. – Ayoma 301 Einw. – Bandurani 207 Einw. – Castilla Huma 126 Einw.